# Raymond Finch
Raymond Joseph Finch, né le 13 octobre 1948 à Brooklyn (New York), est un prêtre catholique américain, actuel supérieur de la congrégation missionnaire de Maryknoll.

## Biographie
Raymond Fich étudie à la St. Thomas Aquinas Grammar School, puis termine ses études secondaires à la Bishop Ford High School (nommée en l'honneur du martyr de Maryknoll, Francis Xavier Ford). Il entre chez les pères de Maryknoll en septembre 1966. Il obtient un bachelor's degree en psychologie de l'Université de l'Illinois, puis un master's degree en psychologie de la New School for Social Research de New York et enfin un master of Divinity degree de l'école de théologie de Maryknoll. 
Raymond Finch reçoit l'ordination sacerdotale le 22 mai 1976 à Maryknoll (Ossining). Il est envoyé au Pérou où il sert pendant vingt-trois ans, travaillant surtout pour la promotion du peuple indigène des Aymaras qui vivent dans les hautes terres des Andes du Sud. Le P. Finch s'occupe de lancer un pré-séminaire, puis il devient recteur du grand séminaire régional de la région du lac Titicaca. Son travail avec l'institut pastoral andéen (IPA), fondé par les évêques des Andes du Sud, pour la formation pastorale des prêtres, des religieux et des agents pastoraux laïcs choisis dans la population Aymara ou Quetchua, comprend aussi bien des recherches pastorales que des publications. Ensuite, il est nommé en 1983 assistant régional de sa congrégation au Pérou, puis il est élu en octobre 1989 supérieur régional de la société de Maryknoll au Pérou. 
Au Xe chapitre général qui se tient en 1996 à Hong Kong, le P. Finch est élu supérieur général de Maryknoll. Il sert à ce poste jusqu'en 2002, puis il est nommé à Chicago pour s'occuper d'un programme d'éducation et de formation. C'est à cette époque qu'il reçoit un master's degree en conseil pastoral de la Loyola University.  
À partir de janvier 2006, il travaille en Bolivie à La Paz. Il devient premier assistant régional du supérieur de la province latino-américaine en octobre 2007 pendant trois ans. Il dirige le centre de mission de Maryknoll pour l'Amérique latine basé à Cochabamba en Bolivie. Il devient supérieur régional de toute la province d'Amérique latine en octobre 2013.
Le 3 novembre 2014, il est élu par les frères et pères de Maryknoll pour un deuxième mandat à la tête de la congrégation. Il déclare alors que « c'est toute l'Église qui est en mission ».